# Nombre d'Ursell

Ona característica

Ones en aigües poc profundes

En la dinàmica de fluids, el nombre d'Ursell {\displaystyle (U)} indica la no-linealitat de les ones de gravetat superficials llargues en una capa fluida. Aquest paràmetre adimensional té el nom de Fritz Ursell, que va discutir la seva importància el 1953.
El nombre d'Ursell deriva de l'expansió de les ones de Stokes, una sèrie de pertorbacions per a ones no lineals periòdiques, en el límit de les ones llargues en aigües poc profundes (quan la longitud d'ona és molt més gran que la profunditat de l'aigua). Llavors el número d'Ursell es defineix com:
{\displaystyle U\,=\,{\frac {H}{h}}\left({\frac {\lambda }{h}}\right)^{2}\,=\,{\frac {H\,\lambda ^{2}}{h^{3}}},}
que és, a més d'una constant, {\displaystyle 3/(32\pi ^{2})}, la relació entre les amplituds del segon ordre i el primer ordre en l'elevació de la superfície lliure.
Els paràmetres utilitzats són:
- {\displaystyle H} = alçària de l'ona (és a dir, la diferència entre les elevacions de la cresta i la depressió de l'ona).
- {\displaystyle h} = profunditat mitjana de l'aigua.
- {\displaystyle \lambda } = longitud d'ona, que ha de ser gran en comparació amb la profunditat, {\displaystyle \lambda \gg h}

Així, el paràmetre Ursell {\displaystyle (U)} és l'alçària d'ona relativa {\displaystyle H/h}, la longitud d'ona relativa {\displaystyle \lambda /h} al quadrat.
Per a les ones llargues {\displaystyle \lambda \gg h} amb un petit número d'Ursell, {\displaystyle U\ll 32\pi ^{2}/3\approx 100}, s'aplica la teoria d'ona lineal. En cas contrari (i més sovint), s'han d'utilitzar una teoria no lineal per a ones bastant llargues {\displaystyle \lambda >7h} (com l'equació de Korteweg-de Vries o les equacions de Boussinesq).
El paràmetre, amb una normalització diferent, ja va ser introduït per George Gabriel Stokes en el seu document històric sobre les ones de gravetat superficial de 1847.